# 용준형
용준형(1989년 12월 19일 ~ )은 대한민국의 래퍼이다.

## 학력
- 서울응암초등학교 (졸업)
- 충암중학교 (졸업)
- 안양예술고등학교 연극영화과 (졸업)
- 동신대학교 (졸업)
- 경희사이버대학교 대학원 미디어문예창작과 (재학, 석사 과정)

## 음반

### 개인 음반
- 《Be Quiet》 (with. 김완선) (2011년)
- 《너 없이 사는 것도》 (2012년)
- 《어이없네》 (with. 필독 & LE) (2013년)
- 《몬스타》 OST Part 1 (with. 비투비 & 하연수) (2013년)
- 《몬스타》 OST Part 2 (with. 비투비) (2013년)
- 《몬스타》 OST Part 5 (2013년)
- 《몬스타》 OST Part 7 (with. 비투비) (2013년)
- 《몬스타》 OST Part 8 (2013년)
- 《Flower》 (2013년)
- 《용팔이》 OST Part 2 (with. 허가윤) (2015년)
- 《이 노래가 끝나면》 (2016년)
- 《WONDER IF》 (2017년)
- 《YONG JUN HYONG 1ST ALBUM 'GOODBYE 20's'》 (2018년)
- 《LONER》 (2022년)

### 참여 음반
- 2010년 현아 《Change》 (피처링)
- 2010년 G.NA 《꺼져 줄게 잘 살아》 (피처링)
- 2010년 Faddy 《Robot》 (참여)
- 2010년 영지 《미쳐야 사랑이지》 (피처링)
- 2011년 나비 《다시 돌아가》 (피처링)
- 2011년 휘성 《가슴 시린 이야기》 (피처링)
- 2011년 015B 《Silly Boy》 (피처링)
- 2011년 현아 《A Bitter Day》 (피처링)
- 2011년 알리 《촌스럽게 굴지마》 (피처링)
- 2012년 백지영 《Good Boy》 (피처링)
- 2012년 이루 《미워요》 (피처링)
- 2012년 에이핑크 《하늘높이》 (피처링)
- 2012년 나튜 《She's Bad》 (피처링)
- 2012년 양요섭 《카페인》 (피처링)
- 2013년 린 《유리 심장》 (피처링)
- 2013년 김재중 《Don't walk away》 (피처링)
- 2014년 메건 리 《8dayz》 (피처링)
- 2014년 박신혜 《My dear》 (피쳐링)
- 2015년 MFBTY (윤미래, 타이거JK, Bizzy) 《Let it go》 (피쳐링)
- 2016년 헤이즈 《돌아오지마》 (피처링)
- 2017년 산체스 《취하고있어》 (피처링)

## 출연 작품

### 텔레비전
| 연도 | 제목                       | 역할   | 비고                     |
| ---- | -------------------------- | ------ | ------------------------ |
| 2010 | 스타가이드 도시락          |        | 2010 한국 방문의 해 특집 |
| 2010 | 지붕뚫고 하이킥!           | 용준형 | 112회 특별출연           |
| 2012 | 도롱뇽도사와 그림자 조작단 | 조커   | 특별출연                 |
| 2013 | 몬스타                     | 윤설찬 | 주연                     |
| 2015 | 용준형의 GOODLIFE          |        |                          |
| 2015 | 정글의 법칙 in 사모아      |        |                          |
| 2017 | 도니의 히트제조기          |        |                          |
| 2017 | 이불 밖은 위험해           |        |                          |
| 2018 | 커피야 부탁해              | 임현우 | 주연                     |

### 뮤직 비디오
- 현아 《Change》
- G.NA 《꺼져 줄게 잘살아》
- 휘성 《가슴 시린 이야기》
- 허각 《Hello》
- 허각 《죽고 싶단 말밖에》
- 백지영 《Good Boy》
- 이루 《미워요》
- 나튜 《She's Bad》
- 양요섭 《카페인》
- 용준형 《Flower》
- 이승환 《너에게만 반응해》
- M&D 《뭘봐 (Close Ur Mouth)》
- 메건 리 《8dayz》

## 수상 및 후보
| 연도 | 시상식                     | 부문                        | 작품                | 결과 |
| ---- | -------------------------- | --------------------------- | ------------------- | ---- |
| 2013 | 제7회 Mnet 20's Choice     | Hot Cover 뮤직상            | 지난 날 (몬스타OST) | 후보 |
| 2013 | 제7회 Mnet 20's Choice     | 20's 부밍 스타 남자 부문    | 몬스타              | 후보 |
| 2013 | 제6회 코리아 드라마 어워즈 | 베스트 커플 상(with 하연수) | 몬스타              | 후보 |
| 2013 | 제6회 코리아 드라마 어워즈 | 남자 신인상                 | 몬스타              | 수상 |